# 瀬戸 (列車)
サンライズ瀬戸（サンライズせと）は、東京駅 - 高松駅間を東海道本線・山陽本線・宇野線・本四備讃線（瀬戸大橋線）・予讃線経由で運行する寝台特急列車。
本項では「サンライズ瀬戸」の前身である寝台特急「瀬戸」（せと）、および東京と四国を結んでいた優等列車の沿革についても記述する。

## 概要
「サンライズ瀬戸」は、1998年（平成10年）7月10日に、それまで24系25形客車によって東京駅 - 高松駅間で1往復運転していた寝台特急「瀬戸」を、新たに製造した285系電車に置き換えて運転を開始した。前身の「瀬戸」では全区間単独運転であったが、東京駅 - 岡山駅間は同じく寝台特急「出雲」から置き換えられた「サンライズ出雲」とともに併結運転されるようになった。
2016年3月22日（到着）をもって急行「はまなす」が運行を終了したため、翌23日以降は「サンライズ出雲」とともに唯一の定期寝台列車・夜行旅客列車となった。また、同月25日をもって特急「しなの」の大阪駅発着列車が区間短縮され、名古屋駅発着となったことにより「サンライズ出雲」とともにJR3社以上にまたがって運行される唯一の定期旅客列車となっている。

## 運行概況
東京駅 - 高松駅間を約9時間30分で結び、毎日1往復が運転されている。上下列車とも始発駅を21時台後半に出発し、終着駅に翌7時台前半に到着する。
東京駅 - 岡山駅間では「サンライズ出雲」と併結して運転されており、併結区間の列車番号は同一となっているが、下記の臨時延長を行う場合は8000番台に改番し別番号となる。
かつては、坂出駅・高松駅で乗車日またはその翌日に別の特急列車に乗り継ぐ場合に、四国内の列車分の特急券に乗継割引が適用されたが、2023年4月1日乗車分より廃止となった。

### 臨時延長運転
多客期など特定日に臨時扱いで四国内の延長運転を行うことがあり、2014年以降は下り列車のみ高松駅到着後に琴平駅まで延長運転を行っている。ただし、大幅な遅延が発生した場合は延長運転を取りやめることがある。また、延長運転区間のみの利用はできない。
1999年7月から2009年8月までは、多客期に松山駅発着で延長運転されていた。丸亀駅 - 松山駅間の利用では坂出駅（正式には宇多津駅。同駅の項目および本四備讃線も参照のこと）- 高松駅間を往復することになるが、営業上の特例として高松駅の改札を出ない限り宇多津駅 - 高松駅間の運賃・特急料金は不要とした。設定当初は夏休み期間中ほぼ毎日運転されたり、春休み、大型連休や秋季にも運転されていたことがあったが、年々運転日が減少し、秋季に続いて2002年限りで春季の運転がなくなり、その後はお盆と年末年始にそれぞれ数日運転されるのみとなり、2009年8月をもって松山への延長運転は取り止めとなった。
その後、2014年9月から11月までの金曜日・土曜日・休前日の合計31日間に、下り列車に限り琴平行きで運転され、現在まで引き続き設定されている。こちらも、営業上の特例として高松駅の改札を出ない限り宇多津駅 - 高松駅間の運賃・特急料金は不要としている。

### 停車駅
- 東京駅 ‐ 横浜駅 - 熱海駅 - 沼津駅 - 富士駅 - 静岡駅 -（浜松駅）-〔大阪駅〕-〔三ノ宮駅〕- 姫路駅 - 岡山駅 - 児島駅 - 坂出駅 - 高松駅

（　）は下り列車のみ停車、〔　〕は上り列車のみ停車。
愛知県・岐阜県・滋賀県・京都府には停車駅はない。上りは大阪駅～静岡駅間376.2km、下りは浜松駅～姫路駅間387.2kmを無停車で運行する。新幹線「のぞみ」が停車する品川駅・名古屋駅・京都駅・新大阪駅は上下とも通過。上記以外にも上下とも豊橋駅・米原駅で、上りのみ熱田駅・浜松駅、下りのみ大阪駅でそれぞれ乗務員交代による運転停車を行う。
延長運転区間の停車駅
- 琴平行き：高松駅 → 多度津駅 → 善通寺駅 → 琴平駅
- 松山駅発着（現在は設定無し）：高松駅 - 丸亀駅 - 多度津駅 - 観音寺駅 - 川之江駅 - 伊予三島駅 - 新居浜駅 - 伊予西条駅 - 壬生川駅 - 今治駅 - 伊予北条駅 - 松山駅

なお、土讃線の電化区間は電化設備の構造上電車を連続して運転すると電圧降下を引き起こす可能性があるため、サンライズ瀬戸の延長運転に備えて、高松駅7:15発の普通列車は土休日は琴平行きから多度津行きに変更され、多度津 - 琴平間は時刻を変更のうえ気動車による運転となっている（折り返しの普通琴平発多度津行きも同様に、土休日は気動車での運転）。

### 使用車両・編成
西日本旅客鉄道（JR西日本）の後藤総合車両所および東海旅客鉄道（JR東海）の大垣車両区所属の285系電車を使用している。7両編成で、客室は個室A寝台「シングルデラックス」、個室B寝台「サンライズツイン」「シングルツイン」「シングル」「ソロ」、普通車指定席「ノビノビ座席」で構成されている。また、3号車と10号車にはミニラウンジが設けられている。
東京駅 - 岡山駅間は「サンライズ出雲」と「サンライズ瀬戸」を併結して岡山駅で増解結を行うため、車両の運用は一巡するように組まれており、「サンライズ出雲」東京行き→「サンライズ瀬戸」高松行き→「サンライズ瀬戸」東京行き→「サンライズ出雲」出雲市行きの順に運用されている。この運用形態は1994年 - 1999年までの「さくら」、2005年 - 2009年までの「はやぶさ」「富士」で見られた。
3・4・10・11号車にはシャワー室があり、シャワーカードにより6分間利用することができる。このうち、4号車と11号車のシャワー室はA寝台利用客専用となっている。個室A寝台利用客は車掌から配布されるシャワーカードで利用できるが、個室B寝台・ノビノビ座席利用客は、3号車・10号車にある販売機でシャワーカードを購入する必要がある。

### 担当乗務員
運転手、車掌共にJR西日本・JR四国・JR東海・JR東日本がそれぞれ自社区間のみを担当することから、会社境界である熱海駅・米原駅・児島駅で交代する。担当車掌の詳細は下記の通り（JR東日本区間の上り列車とJR東海区間の上下列車は車掌1人乗務）。
- 東京駅 - 熱海駅間：JR東日本東京乗務ユニット
- 熱海駅 - 浜松駅間：JR東海静岡運輸区（上り）、JR東海浜松運輸区（下り）
- 浜松駅 - 米原駅間：JR東海名古屋運輸区
- 米原駅 - 姫路駅間：JR西日本大阪車掌区
- 姫路駅 - 児島駅間：JR西日本岡山車掌区
- 児島駅 - 高松駅間および延長運転区間：JR四国　　高松車掌区

2015年3月14日改正前日発の下り列車まで車掌は、東京駅 - 児島駅間をJR西日本の岡山車掌区が担当していた。2015年3月12日時点のJR線で車掌が会社境界を跨いでかつ長距離の越境乗務をしている列車は本列車（米原駅 - 東京駅間445.9km）と「サンライズ出雲」「トワイライトエクスプレス」（直江津駅 - 青森駅間578.6km）の3列車のみであったが、本列車をもって国鉄時代から続いていた夜行列車の長距離越境乗務は消滅した。岡山車掌区が越境乗務していた当時は車掌がシャワーカードとアメニティセットの販売も行っていたが、前者は自動券売機での販売へ移行、後者は販売を終了している。

## 東京対四国夜行列車概略

### 瀬戸
「瀬戸」は、1950年10月に初の宇野線直通列車となる四国連絡の急行列車が東京駅 - 宇野駅間で運転を開始したのがルーツで、東京駅 - 岡山駅間は、東京駅 - 広島駅間急行の「安芸」と併結運転していた。一方、四国側の連絡列車は、高松桟橋駅 - 宇和島駅間に準急「せと」が設定された。準急「せと」は、高松桟橋駅 - 多度津駅間で、高松桟橋駅 - 窪川駅間の準急「南風」を併結していた。
1951年9月からは単独運転となったが、同年11月から1956年11月までは東京駅 - 大阪駅間で、東京駅 - 大社駅間を福知山線経由で運転する急行「出雲」に併結して運転されていた。
1951年12月に「せと」と名付けられ、1956年11月のダイヤ改正で再び「せと」は単独運転となり、列車名は漢字の「瀬戸」に変更した。1964年10月には寝台急行列車「さぬき」が新設されて四国連絡の2本目の列車としていたが、1968年10月のダイヤ改正で「瀬戸」に統合されて「瀬戸」は2往復になった。
1972年3月には、特急列車化されたが1往復に削減され、1988年4月の本四備讃線（瀬戸大橋線）開通後は、同線を経由して運転区間は東京駅 - 高松駅間に変更された。

#### 廃止時の運行概況（1998年）

##### 停車駅
東京駅 - 横浜駅 - 熱海駅 - 沼津駅 - 富士駅 - 静岡駅 - （浜松駅） - 〔大阪駅〕 - 〔三ノ宮駅〕 - 姫路駅 - 岡山駅 - 児島駅 - 坂出駅 - 高松駅
- （　）は下り列車のみ停車、〔　〕は上り列車のみ停車。
- 上下列車とも名古屋駅・米原駅に、下り列車のみ大阪駅に運転停車していた。
- ホーム有効長の関係で児島・坂出・高松の各駅でドアカットを行っていた。

##### 使用車両・編成図
| 編成     | 基本編成       | 基本編成 | 基本編成     | 基本編成   | 基本編成 | 基本編成 | 基本編成   | 基本編成 | 基本編成   | 付属編成 | 付属編成 | 付属編成 | 付属編成   |
| 号車     | 1              | 2        | 3            | 4          | 5        | 6        | 7          | 8        | 9          | 10       | 11       | 12       | 13         |
| 座席     | CB             | B        | A1           | LEG        | B        | B        | B          | B        | B          | B        | B        | B        | B          |
| 客車形式 | オハネフ25-300 | オハネ25 | オロネ25-300 | スハ25-300 | オハネ25 | オハネ25 | オハネフ25 | オハネ25 | オハネフ25 | オハネ25 | オハネ25 | オハネ25 | オハネフ25 |

| 編成     | 基本編成   | 基本編成   | 基本編成 | 基本編成     | 基本編成   | 基本編成 | 基本編成 | 基本編成   | 基本編成 | 基本編成   | 付属編成 | 付属編成 | 付属編成 | 付属編成   |
| 号車     | （電源車） | 1          | 2        | 3            | 4          | 5        | 6        | 7          | 8        | 9          | 10       | 11       | 12       | 13         |
| 座席     | EGC        | B          | B        | A1           | L          | B        | B        | B          | B        | B          | B        | B        | B        | B          |
| 客車形式 | カニ24-100 | オハネフ25 | オハネ25 | オロネ25-300 | オハ25-300 | オハネ25 | オハネ25 | オハネフ25 | オハネ25 | オハネフ25 | オハネ25 | オハネ25 | オハネ25 | オハネフ25 |

「瀬戸」として運転開始当初は10系客車を使用していたが、1971年に「瀬戸」1号・2号のB寝台車に新開発の14系寝台車を試用して、翌年には元の10系客車に戻された。1972年3月に特急列車化されたことにより20系客車に変更し、1977年9月に24系25形客車に置き換えられるまで使用された。置き換え以降は開放式B寝台のみのモノクラス編成が続いたが、1990年3月10日より、車両を共通運用していた「あさかぜ」2号・3号とともに個室A寝台「シングルデラックス」とラウンジカーが連結された。
機関車は田端運転所配置で田町車両センター常駐のEF65形1000番台が全区間を牽引した。稀に田町に常駐しない初期型やスーパーエクスプレスレインボー塗色の1019・1118号機が充当される場合もあった。

### さぬき
「瀬戸」の増発列車として、1964年10月から1968年10月まで東京駅 - 宇野駅間で運転された寝台急行列車である。「瀬戸」に統合されて廃止されたが、サロンカーのオシ16形が連結された特徴ある列車であった。
列車名の由来は、香川県の旧国名である讃岐国である。当初は東海道新幹線の開業によって廃止される「すばる」が使用される予定であったが、香川県の要望によって「さぬき」が使用されるようになった。

## 東京対四国夜行列車沿革

### 四国連絡急行の整備
- 1950年（昭和25年）10月1日：東京駅 - 宇野駅間で、初の宇野線直通列車となる四国連絡の急行列車が運転開始。
- 1951年（昭和26年）
  - 9月15日：「安芸」から宇野線直通の列車を分離。東京駅 - 宇野駅間を単独で運転する3039・3040列車になる。
  - 11月25日：3039・3040列車は、東京駅 - 大阪駅間で、東京駅 - 大社駅間（福知山線経由）の急行「出雲」と併結運転開始。
  - 12月2日：宇野線直通急行の3039・3040列車に「せと」と命名。
- 1956年（昭和31年）11月19日：ダイヤ改正（1956年11月19日国鉄ダイヤ改正）により、「せと」は単独運転になり、列車名は漢字の「瀬戸」になる。
- 1964年（昭和39年）10月1日：東京駅 - 宇野駅間で四国連絡の寝台急行「さぬき」が運転開始。
- 1968年（昭和43年）10月1日：ヨンサントオのダイヤ改正で次のように変更。
  1. 東京駅発着の四国連絡夜行列車の列車名は「瀬戸」に統合され、「さぬき」が廃止。「瀬戸」は2往復になる。
    - 従来の「さぬき」は「瀬戸」1号（下り）・2号（上り）とし、「瀬戸」は「瀬戸」2号（下り）・1号（上り）とした。なお、「瀬戸」1号（下り）・2号（上り）の寝台列車指定は変わらなかったが、座席車中心の「瀬戸」1号・2号にも寝台車を連結していた。

  2. 四国列車の「せと」は「うわじま」に改称。
- 1971年（昭和46年）：「瀬戸」1号・2号のB寝台車に、新開発の14系寝台車を試用。翌年には元の10系客車に戻される。

### 四国連絡ブルートレイン「瀬戸」

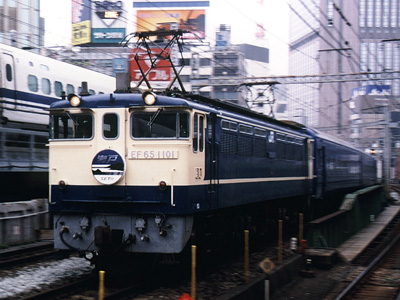
客車時代はEF65形に牽引されていた「瀬戸」

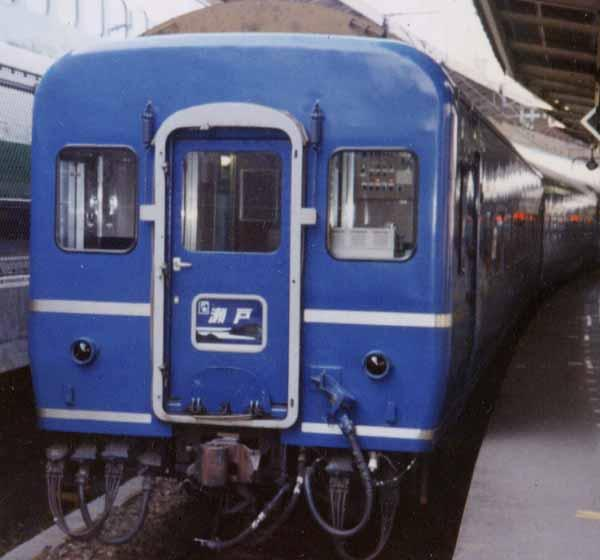
24系25形で運行されていたころの「瀬戸」 1993年撮影

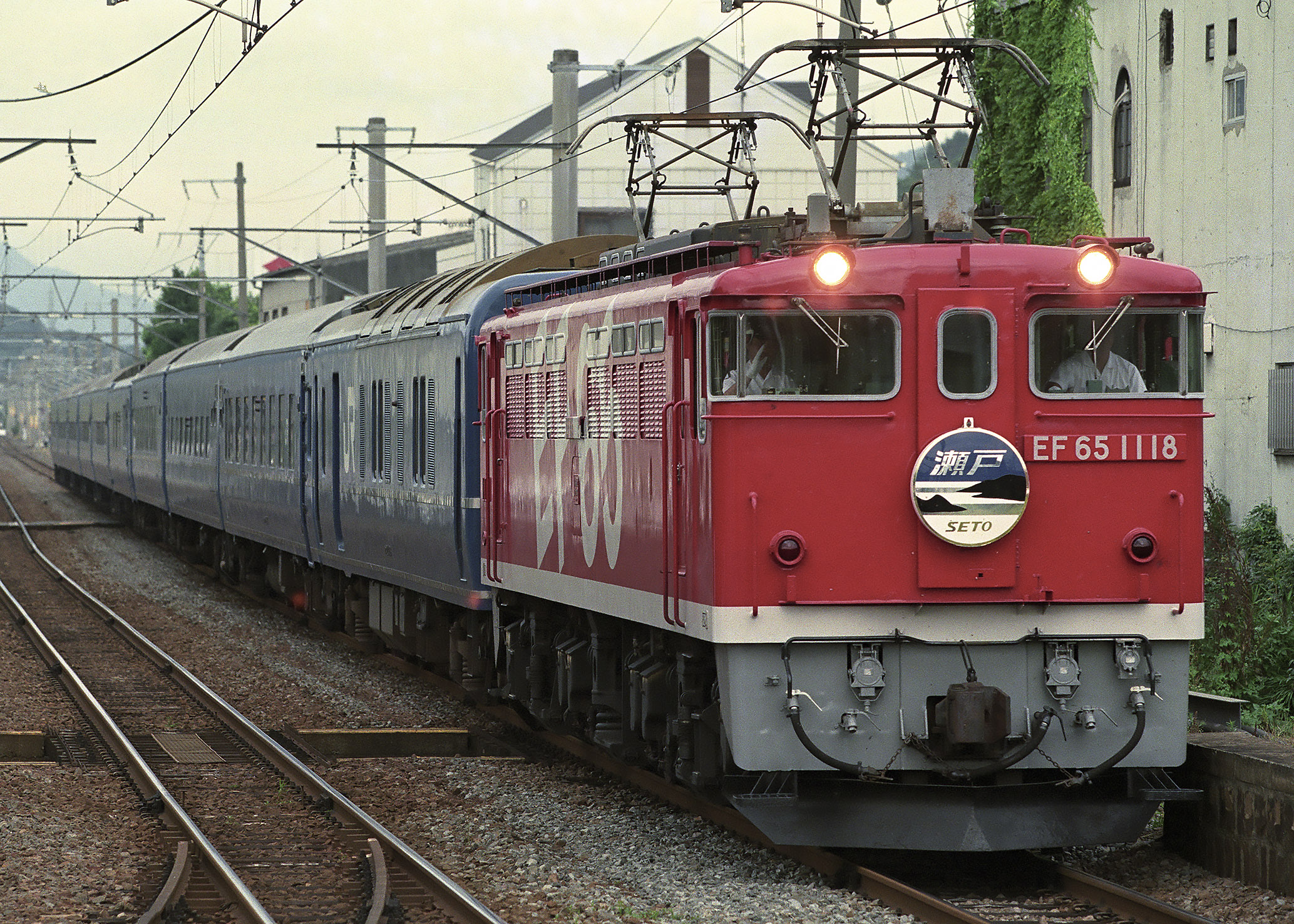
EF65 1118牽引 下り最終「瀬戸」 1998年7月10日撮影

- 1972年（昭和47年）3月15日：「瀬戸」が特急列車化され、1往復になる。使用車両を10系客車から20系客車に変更。
  - 同改正で四国初の特急「しおかぜ」「南風」が運転を開始し、宇高連絡船を利用して高松駅で両列車に接続するダイヤ設定であった。
- 1973年（昭和48年）10月ごろ：「瀬戸」の食堂車を営業休止して一時期は食堂車を編成から外す。
- 1975年（昭和50年）3月：「瀬戸」の車両の受け持ちが、品川客車区（現在の東京総合車両センター田町センター）から下関運転所（現在の下関総合車両所運用検修センター）・広島運転所（現在の下関総合車両所広島支所）に変更され、「あさかぜ」2号（下り）・1号（上り）と共通運用となる。なお共通運用の関係から食堂車の連結を復帰させたが、当該列車は非営業であった（当時の編成図）。
- 1977年（昭和52年）9月：B寝台を2段寝台とした24系25形に置き換え、A寝台の連結を終了（当時の編成図）
- 1988年（昭和63年）4月10日：本四備讃線の開通により、「瀬戸」の運転区間が東京駅 - 高松駅間に延長される[13]。岡山駅 - 高松駅間でいわゆる「ヒルネ」扱いが開始。
- 1990年（平成2年）3月：A個室寝台「シングルデラックス」車両とシャワー室を備えた「ラウンジカー」が連結開始（当時の編成図）。
  - 改造車についての詳細は、当該改造車についてを参照されたい。

| 所属     | 下関地域鉄道部               | 下関地域鉄道部               | 下関地域鉄道部               | 下関地域鉄道部               | 下関地域鉄道部               | 下関地域鉄道部               | 下関地域鉄道部               | 下関地域鉄道部               | 下関地域鉄道部               | 下関地域鉄道部               |
| 号車     | 電源車                       | 1                            | 2                            | 3                            | 4                            | 5                            | 6                            | 7                            | 8                            | 9                            |
| 客車形式 | カニ24-108                   | オハネフ25-131               | オハネ25-176                 | オロネ25-301                 | オハ25-301                   | オハネ25-159                 | オハネ25-175                 | オハネフ25-138               | オハネ25-161                 | オハネフ25-153               |
| 機関車   | 東京→高松：EF65 1118（田端） | 東京→高松：EF65 1118（田端） | 東京→高松：EF65 1118（田端） | 東京→高松：EF65 1118（田端） | 東京→高松：EF65 1118（田端） | 東京→高松：EF65 1118（田端） | 東京→高松：EF65 1118（田端） | 東京→高松：EF65 1118（田端） | 東京→高松：EF65 1118（田端） | 東京→高松：EF65 1118（田端） |

| 所属     | 下関地域鉄道部               | 下関地域鉄道部               | 下関地域鉄道部               | 下関地域鉄道部               | 下関地域鉄道部               | 下関地域鉄道部               | 下関地域鉄道部               | 下関地域鉄道部               | 下関地域鉄道部               | 下関地域鉄道部 |
| 号車     | 1                            | 2                            | 3                            | 4                            | 5                            | 6                            | 7                            | 8                            | 9                            |                |
| 客車形式 | オハネフ25-301               | オハネ25-199                 | オロネ25-304                 | スハ25-301                   | オハネ25-195                 | オハネ25-163                 | オハネフ25-137               | オハネ25-186                 | オハネフ25-140               |                |
| 機関車   | 高松→東京：EF65 1103（田端） | 高松→東京：EF65 1103（田端） | 高松→東京：EF65 1103（田端） | 高松→東京：EF65 1103（田端） | 高松→東京：EF65 1103（田端） | 高松→東京：EF65 1103（田端） | 高松→東京：EF65 1103（田端） | 高松→東京：EF65 1103（田端） | 高松→東京：EF65 1103（田端） |                |

### 電車寝台特急「サンライズ瀬戸」
- 1998年（平成10年）7月10日：「瀬戸」が電車化され「サンライズ瀬戸」として運転開始[1]。東京駅 - 岡山駅間は「サンライズ出雲」と併結運転。従来の客車「瀬戸」で実施していた岡山駅 - 高松駅間のヒルネ扱いを廃止。
- 1999年（平成11年）7月20日：多客期に予讃線高松駅 - 松山駅間で延長運転開始[3]。
- 2006年（平成18年）3月18日：停車駅に上郡駅を追加[14]。
- 2009年（平成21年）3月14日：東京駅発着の客車寝台特急（ブルートレイン）であった「富士・はやぶさ」が廃止。これにより「サンライズ出雲」とあわせて唯一の東京駅発着の寝台特急列車となる。
- 2010年（平成22年）3月13日：上郡駅が停車駅から除外される。
- 2014年（平成26年）9月 - 11月：瀬戸内海国立公園指定80周年を記念し、金・土曜・休前日に高松行きを琴平駅まで延長運転。
- 2015年（平成27年）
  - 3月13日：東京駅発の下り列車をもってJR西日本岡山車掌区の車掌による東京駅までの越境乗務が終了[10][11]。
  - 3月14日：「北斗星」が臨時列車になったため、併結相手の「サンライズ出雲」とともにJRで残り2列車の定期寝台特急列車となった[注 4]。
- 2016年（平成28年）
  - 3月21日：臨時寝台特急「カシオペア」が運行を終了し「サンライズ出雲」とともにJR線で残り2列車の定期運行（臨時を含めて定期的な運転で移動を目的とする列車を含む）を行う寝台特急列車となった。
  - 3月22日：急行「はまなす」の最終運行が終了[注 5]これにより「サンライズ出雲」とともにJR線で残り2列車の定期運行を行う夜行列車となった。
- 2018年（平成30年）
  - 7月6日：平成30年7月豪雨の影響により、全区間で運休となる。
  - 7月19日：運行再開。ただし併結相手の「サンライズ出雲」が運休のため、全区間「サンライズ瀬戸」の単独運転[15][16][17][18][19]。
  - 7月28日：台風12号の影響で運休[20]。
  - 8月1日：「サンライズ出雲」の運転再開により通常ダイヤに戻る[21]。
  - 8月11日：臨時列車での琴平延長運転も再開[22]。
  - 9月30日：台風24号の影響で、JR東日本管内の計画運休に伴って運休。
- 2021年（令和3年）3月13日：同日のダイヤ改正で、東京駅の発時刻を「サンライズ瀬戸」運転開始時から続いてきた22時00分から21時50分に繰り上げ[23][24]。また「踊り子」が最大15両から14両に減車されたことに伴い「踊り子」「湘南」と並び日本一長い編成の在来線特急列車となった（「サンライズ出雲」との併結時）。